# Dave East

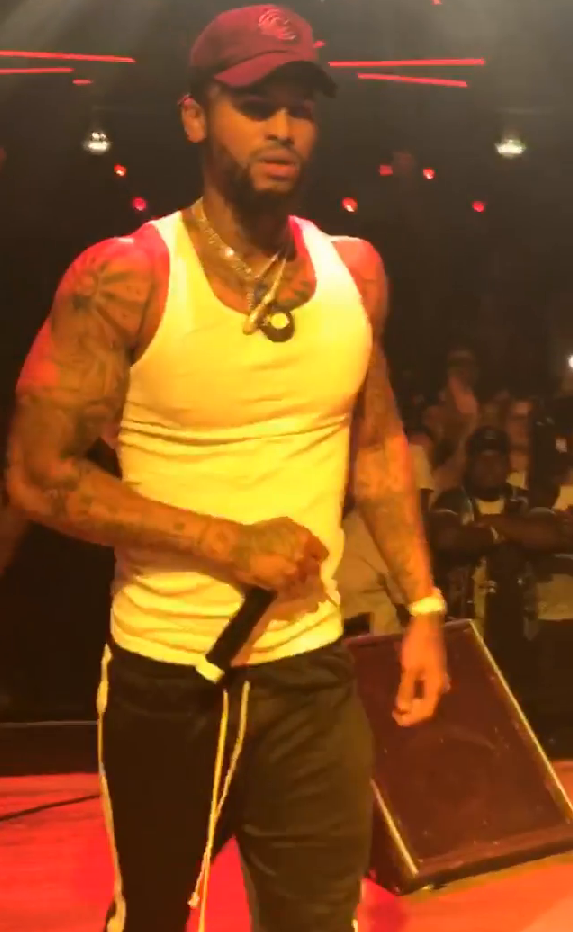
Dave East, 2017

Dave East (* 3. Juni 1988 in New York; eigentlich David Brewster Jr.) ist ein US-amerikanischer Rapper aus Harlem. Seit seinem Durchbruch 2016 mit dem Mixtape Kairi Chanel ist er regelmäßig in den US-Albumcharts vertreten.

## Biografie
Bereits 2010 veröffentlichte David Brewster unter seinem Rappernamen Dave East sein erstes Mixtape Change of Plans. In kurzen Abständen ließ er eine Reihe weiterer Mixtapes folgen, bis er schließlich dem Rapper Nas auffiel, der ihn 2014 zu seinem Label Mass Appeal holte. Zunächst veröffentlichte er weiter Mixtapes, darunter Hate Me Now, auf dem auch Pusha T und Jadakiss mitwirkten. 2016 wurde er im Magazin XXL als Newcomer vorgestellt und schaffte prompt im Herbst mit Kairi Chanel seinen ersten Charteinstieg. In den offiziellen Charts kam er in die Top 40 und in den R&B/Hip-Hop-Charts erreichte er Platz 3. Zu den prominenten Unterstützern auf dem Tape gehörten 2 Chainz, Fabolous und Cam’ron.
East unterschrieb bei Def Jam und veröffentlichte 2017 die Single Perfect mit Chris Brown, die ihm eine Goldene Schallplatte einbrachte. Das zugehörige Minialbum Paranoia: A True Story brachte ihm eine Top-10-Platzierung in den Albumcharts. Nas und Wiz Khalifa waren an der EP beteiligt. Im Jahr darauf folgten zwei weitere Mixtapes und ein Tour mit Lauryn Hill. Mit Styles P zusammen veröffentlichte er am Jahresende das Kollaboalbum Beloved.
Für sein Debütalbum sammelte der New Yorker im Jahr darauf zahlreiche weitere Prominente wie Rick Ross, The-Dream und E-40. Survival erschien im November 2019 und verpasste nur knapp die Album-Top-10. Im Sommer des folgenden Jahres folgte das dritte Mixtape in der Karma-Serie unter anderem mit Mary J. Blige und A Boogie wit da Hoodie und brachte ihm seine siebte Platzierung in den Billboard 200 innerhalb von fünf Jahren.

## Diskografie

### Studioalben
| Jahr | Titel                   | Höchstplatzierung, Gesamtwochen, AuszeichnungChartplatzierungen (Jahr, Titel, Platzierungen, Wochen, Auszeichnungen, Anmerkungen) | Höchstplatzierung, Gesamtwochen, AuszeichnungChartplatzierungen (Jahr, Titel, Platzierungen, Wochen, Auszeichnungen, Anmerkungen) | Anmerkungen                            |
| Jahr | Titel                   | US | R&B | Anmerkungen                            |
| ---- | ----------------------- | --- | --- | -------------------------------------- |
| 2019 | Survival                | US11 (3 Wo.)US | R&B8 (2 Wo.)R&B | Erstveröffentlichung: 8. November 2019 |
| 2023 | Fortune Favors the Bold | — | — | Erstveröffentlichung: 14. Juli 2023    |

### Mixtapes
| Jahr | Titel                  | Höchstplatzierung, Gesamtwochen, AuszeichnungChartplatzierungen (Jahr, Titel, Platzierungen, Wochen, Auszeichnungen, Anmerkungen) | Höchstplatzierung, Gesamtwochen, AuszeichnungChartplatzierungen (Jahr, Titel, Platzierungen, Wochen, Auszeichnungen, Anmerkungen) | Anmerkungen                                         |
| Jahr | Titel                  | US | R&B | Anmerkungen                                         |
| ---- | ---------------------- | --- | --- | --------------------------------------------------- |
| 2016 | Kairi Chanel           | US38 (1 Wo.)US | R&B3 (3 Wo.)R&B | Erstveröffentlichung: 30. September 2016            |
| 2017 | Paranoia: A True Story | US9 (4 Wo.)US | R&B5 (2 Wo.)R&B | Erstveröffentlichung: 18. August 2017               |
| 2018 | Paranoia 2             | US61 (2 Wo.)US | R&B30 (2 Wo.)R&B | Erstveröffentlichung: 16. Januar 2018               |
| 2018 | Karma 2                | US41 (2 Wo.)US | R&B21 (1 Wo.)R&B | Erstveröffentlichung: 27. Juli 2018                 |
| 2018 | Beloved                | US70 (1 Wo.)US | R&B35 (1 Wo.)R&B | Erstveröffentlichung: 5. Oktober 2018 mit Styles P  |
| 2020 | Karma 3                | US36 (2 Wo.)US | R&B23 (1 Wo.)R&B | Erstveröffentlichung: 14. August 2020               |
| 2021 | Hoffa                  | US137 (1 Wo.)US | — | Erstveröffentlichung: 30. Juli 2021 mit Harry Fraud |

Weitere Mixtapes
- 2010: Change of Plans
- 2011: American Greed
- 2011: Don’t Sleep
- 2011: Insomnia
- 2012: No Regrets
- 2013: Gemini
- 2013: I.A.T.S. (I Am The Streets)
- 2014: Black Rose
- 2014: Straight Outta Harlem
- 2015: Hate Me Now
- 2017: Karma (mit DJ Holiday)
- 2022: Book of David (mit Buda & Grandz & DJ Drama)
- 2023: 30 For 30 (mit Cruch Calhoun)
- 2024: FOR THE LOVE (mit Scram Jones)
- 2024: APT 6E (mit Mike & Keys)

### Singles
- 2014: Stretched Out
- 2015: Winners Never Lose
- 2016: All Summer
- 2017: Paper Chasin (feat. ASAP Ferg)
- 2017: Perfect (feat. Chris Brown, US: Gold)[2]
- 2019: Alone (feat. Jacquees)
- 2020: Handsome